# Polystichtis melanogyra
Polystichtis melanogyra är en fjärilsart som beskrevs av Bates 1868. Polystichtis melanogyra ingår i släktet Polystichtis och familjen Riodinidae. Inga underarter finns listade i Catalogue of Life.